# Squad 44
Squad 44 (ранее Post Scriptum) — тактический шутер от первого лица, разработанный канадской студией Offworld Industries совместно с британской студией Mercury Arts и выпущенный Offworld Industries в 2018 году. Действие игры происходит во время событий Второй мировой войны, а именно во время Голландской и Нормандской операций, Французской компании, сражения за Крит и битвы за Арденны. В игре представлено несколько игровых фракций — Армия США, Британская армия, Польские вооружённые силы на Западе, Французская армия, Вермахт, Войска СС, Австралийская армия, Армия Новой Зеландии и Армия Греции — некоторые из них имеют несколько доступных игровых подразделений.

## Разработка
Первоначально игра была разработана как мод на тактический шутер Squad от компании Offworld Industries, позже Post Scriptum стала отдельной игрой французской студии Periscope Games при содействии издателя Offworld Industries. Игра была выпущена 9 августа 2018 года через Steam.
20 ноября 2023 года Offworld Industries объявила о приобретении Post Scriptum. Было заявлено, что работы над игрой будут вестись совместно с британской студией Mercury Arts. Компания также сообщила, что работает над планом обновлений на 2024 год, который будет представлен сообществу позднее. 14 декабря 2023 года игра была официально переименована в Squad 44.

## Отзывы
Игра имеет смешанные отзывы, согласно агрегатору рецензий Metacritic.